# 清水橋 (大分県)
清水橋（しみずばし）は、大分県豊後大野市清川町の大野川水系奥岳川に架かる石造2連アーチ橋である。

## 歴史
奥岳川右岸の左右知地区から左岸の小原地区を経て、六種地区にあった合川村役場や国鉄豊肥本線牧口駅に出るために架けられた吊り橋を、1938年（昭和13年）7月に石橋に架け替えたものである。

## 交通
- 自動車 - 道の駅きよかわから、国道502号、大分県道45号宇目清川線を経て大分県道688号中津留轟牧口停車場線沿い[2]。